# جيمس ك. جونز
جيمس ك. جونز (بالإنجليزية: James C. Jones)‏ هو فلاح وسياسي أمريكي، ولد في 20 أبريل 1809 في مقاطعة ديفيدسون في الولايات المتحدة، وتوفي في 29 أكتوبر 1859 في ممفيس في الولايات المتحدة. حزبياً، نشط في حزب اليمين والحزب الديمقراطي. وقد انتخب حاكم تينيسي ‏ وانتخب عضو مجلس نواب تينيسي وانتخب عضو مجلس الشيوخ الأمريكي.